# Aeroporto Internacional de Xarm el-Xeikh
O Aeroporto Internacional de Xarm el-Xeikh (em árabe: مطار شرم الشيخ الدولي; romaniz.: Matar Xarm al-Xaykh al-Duwaliyy) (ICAO: SSH, FAA LID: HESH) é um aeroporto internacional situado em Xarm el-Xeikh, no Egito. Foi inaugurado em 1976 para atender a base militar israelita de Ofira, mas após o Acordo de Camp David de 1982, foi decido ao Egito que o transformou num aeroporto civil.